# Cedric Coward
Cedric De'Von Coward (Fresno, 11 settembre 2003) è un cestista statunitense di ruolo guardia tiratrice e ala piccola, professionista nella NBA con i Memphis Grizzlies.

## Carriera

### College
Coward ha iniziato la sua carriera nella pallacanestro universitaria nella Division III con la Willamette University. Nell'unica stagione con i Bearcats ha avuto una media di 19,4 punti e 12,0 rimbalzi, venendo premiato come debuttante dell'anno della Northwest Conference e inserito nella formazione ideale della stessa
Nel 2022 Coward si è trasferito alla Eastern Washington University dove, nella prima stagione con gli Eagles, ha avuto una media di 7,3 punti e 5,6 rimbalzi a partita. L'anno seguente è stato inserito nella formazione ideale della Big Sky Conference dopo una media di 15,4 punti e 6,7 rimbalzi a partita. A fine stagione ha optato per cambiare nuovamente istituto.
Nel 2024 Coward si è trasferito a Washington State. La sua unica stagione con i Cougars si è conclusa dopo sei partite a causa di un infortunio. Prima di allora era il miglior marcatore della squadra con 17,7 punti di media, oltre a 7,0 rimbalzi.
Dopo la sua stagione da senior, Coward è entrato nel portale per i trasferimenti ma si è anche dichiarato eleggibile nel Draft NBA. Il 28 aprile 2025 si è impegnato a giocare a Duke, ma ha mantenuto il suo nome tra gli eleggibili nel draft. Dopo la NBA Combine ha annunciato che non avrebbe giocato a Duke ma sarebbe passato tra i professionisti.

### Carriera professionistica
Coward è stato selezionato nel corso del primo giro (11º assoluto) dai Portland Trail Blazers nel Draft NBA 2025 e subito scambiato con i Memphis Grizzlies.

## Statistiche

### College
| Anno      | Squadra              | PG | PT | MP   | TC%  | 3P%  | TL%  | RP  | AP  | PRP | SP  | PP   |
| --------- | -------------------- | -- | -- | ---- | ---- | ---- | ---- | --- | --- | --- | --- | ---- |
| 2022-2023 | E. Washington Eagles | 34 | 2  | 21,6 | 68,3 | 39,4 | 74,2 | 5,6 | 1,8 | 0,8 | 0,6 | 7,3  |
| 2023-2024 | E. Washington Eagles | 32 | 32 | 30,5 | 56,5 | 38,3 | 89,5 | 6,7 | 1,7 | 1,0 | 0,9 | 15,4 |
| 2024-2025 | Wash. St. Cougars    | 6  | 6  | 33,0 | 55,7 | 40,0 | 83,9 | 7,0 | 3,7 | 0,8 | 1,7 | 17,7 |
| Carriera  | Carriera             | 72 | 40 | 26,5 | 59,5 | 38,8 | 83,2 | 6,2 | 1,9 | 0,9 | 0,8 | 11,8 |

## Palmarès

### NCAA
- First-team All-Big Sky (2024)
- Northwest Conference Freshman of the Year (2022)
- First-team All-Northwest Conference (2022)